# Driebondsbrug
De Driebondsbrug is een basculebrug in de stad Groningen, gelegen over het Eemskanaal. De brug is gelegen in de Ring Groningen en in de N46, net ten noorden van Knooppunt Euvelgunne en ten zuiden van de aansluiting Oosterhoogebrug met de N360. Parallel aan de rijbanen van de N46 ligt aan de westzijde een fietspad die de verbinding vormt tussen industrieterrein Driebond en Oosterhoogebrug. 
De brug is vernoemd naar het voormalige waterschap Driebond waar ook het naastgelegen industrieterrein Driebond naar genoemd is. 

## Geschiedenis
De Driebondsbrug is gebouwd in 1986 als onderdeel van de voormalige rijksweg N28, later omgenummerd naar Provinciale weg 46. Ten zuiden van de brug is het een en ander veranderd na de aanleg van het Euvelgunnetracé dat de A7 aansloot op de voormalige bocht in de N46. Tot deze tijd moest het verkeer vanuit de richting van Hoogezand en Winschoten naar het Kardinge en de Eemshaven omrijden via de Euroborg en Knooppunt Europaplein.